# یواس‌اس هایتر (دی‌یی-۲۱۲)
یواس‌اس هایتر (دی‌یی-۲۱۲) (به انگلیسی: USS Hayter (DE-212)) یک کشتی بود که طول آن ۳۰۶ فوت (۹۳ متر) بود. این کشتی در سال ۱۹۴۳ ساخته شد.